# Teoría negacionista de los gérmenes
La teoría del cuentagio es la creencia de que los gérmenes no son los causantes de las enfermedades infecciosas, y que la teoría microbiana de las enfermedades
 es errónea. Por lo general, implica argumentar que el modelo de enfermedad infecciosa de Louis Pasteur estaba equivocado y que el de Antoine Béchamp estaba en lo cierto. De hecho, sus orígenes están enraizados en la teoría del pleomorfismo de Béchamp (en el contexto de la enfermedad), no refutada empíricamente. La principal idea se conoce como teoría del terreno, que postula que el tejido enfermo propicia el cultivo de los gérmenes, al contrario de la teoría de Pasteur que dice que los gérmenes invaden y enferman el tejido.

## Antecedentes
El negacionismo de la teoría de los gérmenes es tan antiguo como la propia teoría de los gérmenes, que comenzó con la rivalidad entre Pasteur y Béchamp. El trabajo de Pasteur en la prevención de las infecciones en las bebidas le llevó a descubrir que se debían a microorganismos, y le condujo por el camino de ser el primer científico en demostrar que la teoría era válida y a popularizarla en Europa. Aunque no fue el primero en tener la idea y científicos como Girolamo Fracastoro (tuvo la idea de que los fómites podrían albergar las semillas del contagio), Agostino Bassi (descubrió que la enfermedad de la muscardina de los gusanos de seda era causada por un hongo que se llamó beauveria bassiana), Friedrich Henle (que desarrolló los conceptos de contagium vivum y contagium animatum), y otros habían propuesto ideas similares a la teoría de los gérmenes.
Béchamp impugnó enérgicamente esta opinión ofreciendo una idea en competencia conocida como la teoría pleomórfica de la enfermedad. Esta teoría dice que toda la vida se basa en formas que una cierta clase de organismos toman durante las etapas de sus ciclos de vida y que los gérmenes son atraídos por el ambiente del tejido enfermo en lugar de ser la causa. Los defensores de esta idea insisten en que los microbios que viven en un organismo pasan por las mismas etapas de su desarrollo. Según Günther Enderlein, son las siguientes: coloide-microbio (fase primitiva), bacterias (fase media) y hongos (fase final).
Las teorías anteriores que no contemplaban los gérmenes, además de la idea anterior de miasma, se centraban en la generación espontánea (la idea de que la materia viva podría surgir de lo no vivo, idea rebatida experimentalmente de forma pionera por Francesco Redi) y la variación de la teoría del terreno de las ideas de Béchamp. Pasteur refutó la generación espontánea con una serie de experimentos en la década de 1870. Sin embargo, entender la causa de una enfermedad no siempre conduce inmediatamente a un tratamiento efectivo de la misma y la gran disminución de la mortalidad durante el siglo XIX se asocia principalmente con la mejora de la higiene y la limpieza. De hecho, uno de los primeros movimientos en negar la teoría de los gérmenes fue el Movimiento Sanitario y, sin embargo, fue central en el desarrollo de la infraestructura de salud pública de numerosas naciones. Al proporcionar agua potable y saneamiento, existía un entorno menos propicio para el desarrollo de patógenos y las tasas de mortalidad disminuyeron drásticamente.
La teoría negacionista de los gérmenes tiene una importante superposición con la quiropráctica. Muchos quiroprácticos creen que la inmunidad es una función de la alineación de la columna vertebral y la capacidad del cerebro para comunicarse de manera eficiente con el cuerpo y que tiene poco o nada que ver con patógenos externos.
Un hilo común entre muchos defensores de la medicina alternativa es la oposición a las vacunas y muchos usan el negacionismo para justificar sus afirmaciones. Los negadores de la teoría de los gérmenes hacen muchas afirmaciones sobre los fundamentos biológicos de la teoría y el registro histórico, que están en desacuerdo con lo que la mayoría de los científicos e historiadores modernos aceptan. Otra afirmación popular de la comunidad anti-vacuna es que todas las enfermedades son causadas por toxemia debido a prácticas de salud y a una dieta inadecuadas.

## Crítica
Harriet Hall publicó un artículo en Skeptic donde describe su experiencia en la discusión con negadores de la teoría de los gérmenes.
Los miembros de la comunidad médica que también son escépticos, como David Gorski y Steven Novella, señalan que negar la teoría de los gérmenes es contrario a los años de experimentos y a la opinión predominante de la mayoría de los médicos y científicos.